# Liolaemus crepuscularis
Liolaemus crepuscularis — вид ігуаноподібних ящірок родини Liolaemidae. Ендемік Аргентини.

## Поширення й екологія
Liolaemus crepuscularis відомі з типової місцевості, що лежить у районі Пуесто-Флорес, що за 2 км на південь від містечка Мінас-Капільїтас, у департаменті Андальгала, у провінції Катамарка, на висоті 3100 м над рівнем моря. Вони живуть на гірських луках, порослих Festuca, Pappophorum і Satureja parvifolia.